# Disparomitus bacillus
Disparomitus bacillus is een insect uit de familie van de vlinderhaften (Ascalaphidae), die tot de orde netvleugeligen (Neuroptera) behoort. 
Disparomitus bacillus is voor het eerst wetenschappelijk beschreven door Gerstäcker in 1885.